# Разерфорд (Каліфорнія)
Разерфорд (англ. Rutherford) — переписна місцевість (CDP) в США, в окрузі Напа штату Каліфорнія. Населення — 115 осіб (2020).

## Географія
Разерфорд розташований за координатами 38°27′32″ пн. ш. 122°25′44″ зх. д. / 38.45889° пн. ш. 122.42889° зх. д. (38.458864, -122.428831).  За даними Бюро перепису населення США в 2010 році переписна місцевість мала площу 4,36 км², з яких 4,35 км² — суходіл та 0,01 км² — водойми.

## Демографія
Згідно з переписом 2010 року, у переписній місцевості мешкали 164 особи в 71 домогосподарстві у складі 47 родин. Густота населення становила 38 осіб/км².  Було 94 помешкання (22/км²).
Расовий склад населення:
| - 75,0 % — білих - 18,3 % — осіб інших рас |

До двох чи більше рас належало 6,7 %. Частка іспаномовних становила 42,7 % від усіх жителів.
За віковим діапазоном населення розподілялося таким чином: 22,6 % — особи молодші 18 років, 59,7 % — особи у віці 18—64 років, 17,7 % — особи у віці 65 років та старші. Медіана віку мешканця становила 45,7 року. На 100 осіб жіночої статі у переписній місцевості припадало 105,0 чоловіків;  на 100 жінок у віці від 18 років та старших — 101,6 чоловіків також старших 18 років.
Середній дохід на одне домашнє господарство  становив 70 741 долар США (медіана — 61 442), а середній дохід на одну сім'ю — 80 182 долари (медіана — 76 042). 
Цивільне працевлаштоване населення становило 121 осіб. Основні галузі зайнятості: мистецтво, розваги та відпочинок — 67,8 %, сільське господарство, лісництво, риболовля — 20,7 %, транспорт — 5,8 %, освіта, охорона здоров'я та соціальна допомога — 5,8 %.